# Felix Dietlein
Felix Gerhard Maria Dietlein (* 26. Juni 1990 in Köln) ist ein deutscher Mathematiker und Wissenschaftler im Fach Medizin.

## Leben
Dietlein ist der Sohn des Kölner Medizinprofessors Markus Dietlein. Er begann im Alter von 12 Jahren ein Schülerstudium der Informatik und Mathematik an der Universität zu Köln. Während dieses Schülerstudiums war er Stipendiat der Deutschen Telekom Stiftung. Er bestand 2009 das Abitur am Friedrich-Wilhelm-Gymnasium als Landesbester. Das Diplom in Mathematik wurde ihm zeitgleich mit dem Abitur verliehen. Damit ist er der erste Deutsche, der zeitgleich zu seinem Abitur mit 18 Jahren ein Universitätsstudium abgeschlossen hat.
2011 wurde Dietlein mit summa cum laude mit seiner Dissertation Spektraltheoretische Strukturen von Coxeter Transformationen induziert durch Präprojektive Algebren und Algebraische Kombinatorik im Fach Mathematik promoviert. 2012 wurde ihm dafür der Klaus-Liebrecht-Preis verliehen. Von 2009 bis 2014 studierte er an der Universität zu Köln Medizin. 2016 legte er das Zweite Staatsexamen in Medizin ab. Er war Postdoktorand an der Klinik für Innere Medizin der Universitätsklinik Köln in der Arbeitsgruppe „Oncogene Signaling“.
2015 gelang es Felix Dietlein, gemeinsam mit seinem Forschungsteam um Christian Reinhardt eine neue Krebstherapie zu entwickeln, die auf der Erkenntnis basiert, dass sich das Wachstum bestimmter Tumore durch die Hemmung zweier Enzyme (Kinase-Hemmer Chk1 und MK2) verhindern lässt. Die Arbeitsergebnisse wurden in einem Aufsatz in der Fachzeitschrift Cell veröffentlicht, deren Erstautor Dietlein ist. Für seine Forschungsergebnisse erhielt Dietlein im Oktober 2015 den Forschungspreis der Walter-Schulz-Stiftung, der mit 10.000 Euro dotiert ist. Dietlein ist damit der jüngste Preisträger der Stiftung.
2016 wurde Dietlein mit seiner Dissertation A framework to comprehensively identify synergistic drug interactions in cancer von der Medizinischen Fakultät der Universität zu Köln promoviert. Von 2016 bis 2022 war er Forschungsassistent am Dana-Farber Cancer Institute in Boston bei Eliezer Van Allen (Harvard Medical School / Broad Institute of MIT and Harvard). Seit 2022 ist er Assistant Professor für Pädiatrie am Boston Children’s Hospital (Harvard Medical School) und betreibt dort ein eigenes Forschungslabor. Er gehört zu den wenigen Deutschen, die dreifach promoviert sind.

## Auszeichnungen
- 2011: Klaus-Liebrecht-Preis
- 2015: Forschungspreis der Walter-Schulz-Stiftung